# I mina drömmar
I mina drömmar är ett album av dansbandet Flamingokvintetten, släppt 12 december 2007. Hasse Carlsson skrev alla 14 låtarna. För albumet nominerades bandet även för en Grammis.
12 av låtarna var gamla vid albumsläppet, men nyinspelades, övriga två var nya vid albumsläppet.
I låten "Gamla goa gäng", som handlar om dansband, medverkar bland annat Christer Sjögren (tidigare Vikingarna), Olle Jönsson (Lasse Stefanz), Sven-Erik Magnusson (Sven-Ingvars), Kjetil Granli (Streaplers), Sten Nilsson (Sten & Stanley) och Thorleif Torstensson (Thorleifs). Den låten kom första gången 1985.

## Låtlista
1. Överallt i mina drömmar
2. Gamla goa gäng
3. Stjärnklara ögon
4. En liten silverfågel
5. När syrenerna blommar därhemma
6. Min till slut
7. Indianernas vän
8. San Francisco blir vackrare nu
9. Halvvägs till mitt paradis
10. Bilden av dig
11. Nu gungar jag på regnbågen igen
12. Minnets melodi
13. När kärleksvindar blåser
14. Det föll snö på våra röda rosor